# Епархия Натчеза
Епархия Натчеза (лат. Dioecesis Natchetensis) — титулярная епархия Римско-Католической церкви.

## История
18 июля 1826 года Римский папа Лев XII издал бреве Inter multiplices, которым учредил апостольский викариат Миссисипи, выделив его из епархии Луизианы и двух Флорид (сегодня — Архиепархия Нового Орлеана).
28 июля 1837 года Римский папа Григорий XVI издал бреве Universi Dominici Gregis, которым преобразовал апостольский викариат Миссисипи в епархию Натчеза. 19 июля 1850 года епархия Натчеза вошла в митрополию Нового Орлеана.
19 сентября 1886 года был освящён кафедральный собор Пресвятой Девы Марии.
18 декабря 1956 года резиденция епископа была перенесена в город Джексон и епархия Натчеза была переименована в епархию Натчеза-Джексона.
1 марта 1977 года епархия Натчеза-Джексона передала часть своей территории новой епархии Билокси и была переименована в епархию Джексона. В этот же день была учреждена титулярная епархия Натчеза.

## Титулярные епископы
- епископ Daniel William Kucera (6.06.1977 — 5.03.1980) — назначен епископом Салайны;
- епископ William Henry Bullock (3.06.1980 — 10.02.1987) — назначен епископом Де-Мойна;
- епископ John Gavin Nolan (12.12.1987 — 19.11.1997);
- епископ Тимоти Майкл Долан (19.06.2001 — 25.06.2002) — назначен архиепископом Милуоки;
- епископ Сальваторе Джозеф Кордилеоне (5.07.2002 — 23.03.2009) — назначен епископом Окленда;
- епископ Eduardo Alanis Nevares (11.05.2010 — по настоящее время).

## Источник
- Епархия Натчеза в Catholic Encyclopedia  (англ.)